# The Swedish Radio Sessions
The Swedish Radio Sessions è un album dal vivo del gruppo musicale britannico The Nice, registrato nel 1967 e pubblicato dalla Castle Communications nel 2001.

## Storia
Il disco è tratto da un concerto che The Nice tennero in Svezia nel 1967 e che la Sveriges Radio, la radio pubblica svedese, registrò integralmente. Il luogo esatto dell'esibizione non è noto ma le note di copertina ipotizzano si trattasse della Konserthuset di Stoccolma; quanto alla data della registrazione, si sa solo che la tournée in questione – organizzata da Andrew Loog Oldham e comprendente anche P. P. Arnold, Chris Farlowe e The Small Faces – si svolse dal 6 al 20 ottobre 1967 toccando Italia, Spagna, Lussemburgo, Francia, Norvegia, Danimarca, Finlandia e, appunto, Svezia.
Nati nel maggio del 1967 come band di accompagnamento di P. P. Arnold, The Nice avevano intrapreso la carriera autonoma appena un mese prima di questa registrazione, la quale perciò costituisce verosimilmente il loro primo documento sonoro come gruppo a sé stante, nonché il primo della formazione comprendente Keith Emerson, Lee Jackson, Davy O'List e Brian Davison, quest'ultimo subentrato poco prima a Ian Hague. Il concerto svedese è antecedente sia a varie sessioni radiofoniche del gruppo per la BBC pubblicate altrove, sia al primo album The Thoughts of Emerlist Davjack che i quattro incisero nel dicembre del 1967 e pubblicarono a marzo dell'anno seguente.
Oltre a tre brani successivamente inclusi proprio nel disco d'esordio, la scaletta comprende le cover di She Belongs to Me (1965) di Bob Dylan, poi incisa ufficialmente nel 1969 per l'album Nice, e di You Keep Me Hangin' on (1966) delle Supremes che, per quanto riguarda la discografia della band, compare invece qui per la prima volta; completa l'album una versione, anch'essa precedentemente inedita, di Sombrero Sam (1966), brano jazz strumentale di Charles Lloyd.

## Tracce
1. She Belongs to Me – 5:42 (Bob Dylan, arr. The Nice)
2. Flower King of Flies – 4:11 (Keith Emerson, Lee Jackson)
3. Sombrero Sam (strumentale) – 7:17 (musica: Charles Lloyd, arr. The Nice)
4. You Keep Me Hanging on – 6:28 (Lamont Dozier, Brian Holland, Eddie Holland, arr. The Nice)
5. The Thoughts of Emerlist Davjack – 2:51 (Emerson, Davy O'List)
6. Rondo (strumentale) – 12:13 (musica: Dave Brubeck, arr. The Nice)

## Formazione
- Brian Davison – batteria, percussioni
- Keith Emerson – organo Hammond
- Lee Jackson – basso elettrico, voce
- Davy O'List – chitarra elettrica, voce

## Crediti
- Hugh Gilmour – grafica
- Antony Amos, John Reed – coordinamento pubblicazione
- Kleron Tyler – note di copertina